# Mălini
Mălini település Romániában, Moldvában, Suceava megyében.

## Fekvése
A DL 10-es úton, Rădășenitől délnyugatra, Cornu Luncii és Slatina közt fekvő település.

## Története
A település nevét 1498-ban, Ștefan cel Mare idejében említette először oklevél.

## Nevezetességek
A községhez tartozó Poiana Mărului faluban született Nicolae Labiș (1935-1956) fiatalon elhunyt román költő. A faluban levő szülőházán emléktábla található.